# Carsten Lange
Carsten Lange (født 16. marts 1962) er en tidligere dansk atlet medlem af Randers Real AM. 
Carsten Lange vandt fem danske meterskaber i stangspring, karrierens bedste resultat blev 5,20, som dengang var dansk rekord, sat ved Öresundsspelen 1983. 
Carsten Lange, er i nu ejer og direktør for Mediter Real Estate , Orihuela Costa, Alicante, Spanien.

## Danske mesterskaber
- Sølv 1986  Stangspring 4,90
- Sølv 1985  Stangspring 5,00
- Guld 1985  Stangspring inde 4,80
- Guld 1984  Stangspring 5,00
- Guld 1984  Stangspring inde 4,90
- Guld 1983  Stangspring 5,05
- Guld 1982  Stangspring 4,80

## Personlige rekorder
- Stangspring: 5,20 Helsingborg, Sverige 1983